# Cosquín
Cosquín è un comune argentino del dipartimento di Punilla, del quale è la capitale, nella provincia di Córdoba. Si trova nella valle di Punilla.
Fu fondato nel 1876 e ricevette la denominazione di "città" nel 1939.
Il comune è celebre per ospitare ogni anno dal 1961 il Festival Nacional de Folklore de Cosquín, il più importante festival di musica folclorica argentino, che richiama in città migliaia di persone. Il palco principale del Festival, dedicato alla memoria di Atahualpa Yupanqui, viene costruito nella Gran Plaza Próspero Molina, nel centro della città.